# クロキサシリン
クロキサシリン（Cloxacillin）とは、半合成のペニシリン系の抗菌薬の1種である。

## 構造・性質
クロキサシリンの分子式はC19H18ClN3O5S、分子量は435.8813である。クロキサシリンは、他のペニシリン系抗菌薬と同じく、細菌の細胞壁の構成成分であるペプチドグリカンの生合成を阻害することによって、抗菌活性を発揮する。なお、ペニシリンはβ-ラクタマーゼによって4員環のラクタムが加水分解されて抗菌活性を失うわけだが、それはクロキサシリンの場合も同様である。しかしながら、クロキサシリンはある程度β-ラクタマーゼに対して耐性を持っており、ラクタムの加水分解を受けにくい。

## 類似構造薬
オキサシリンは、クロキサシリンが持つ唯一の塩素原子が水素原子に置換された構造をしている。ジクロキサシリンは、クロキサシリンが持つ水素原子を、もう1つ塩素原子に置換した構造をしている。そして、オキサシリン、クロキサシリン、ジクロキサシリンは、全てペニシリン系の抗菌薬である。

天然型のペニシリンであるペニシリンGの構造
オキサシリンの構造